# جورج أوقستي
جورج أوقستي (بالفرنسية: Georges Auguste)‏ هو رسام وفنان هايتي، ولد في 1933 في بيتيت غواف في هايتي.